# Apple Records
Pour les articles homonymes, voir Apple (homonymie).
Ne doit pas être confondu avec Apple.
Apple Records est un label discographique britannique, basé à Londres. Il est fondé en 1968 par les Beatles comme une division d'Apple Corps ; c'est d'ailleurs la seule de ses divisions devenue rentable.

## Histoire
Le 26 août 1968, le nouveau label publie ses quatre premiers 45 tours commercialement disponibles. Vendus séparément ou dans un boîtier appelé Our First Four, ils incluaient les Beatles avec Hey Jude / Revolution (R 5722), Mary Hopkin avec Those Were the Days / Turn Turn Turn (APPLE2), Jackie Lomax avec Sour Milk Sea (en) / The Eagle Laughs At You (APPLE3) et The Black Dyke Mills Band avec Thingumybob / Yellow Submarine (APPLE4), cette dernière face A écrite et produite par Paul McCartney. Le disque avec le numéro de série APPLE1 était The Lady Is a Champ, une version humoristique de la chanson The Lady Is a Tramp, avec un nouveau texte écrit par Sammy Cahn et chanté par Frank Sinatra lui-même. Elle est enregistrée la même année pour le 21e anniversaire de naissance de Maureen Starkey, commandée par son époux Ringo Starr. Un seul disque ayant été pressé et les bandes détruite, c'est un des très rares 45 tours existant.

## Logo
Le logo d'Apple Records est créé par le graphiste irlandais Gene Mahon, un des artisans de la pochette de l'album Sgt. Pepper's Lonely Hearts Club Band. L'idée d'utiliser une pomme verte Granny Smith sur l'étiquette du disque est inspirée du tableau Le Jeu de Mourre de René Magritte, acheté par Paul McCartney. Après avoir été approché par Neil Aspinall, Mahon demande au photographe Paul Castell de photographier la pomme entière et celle-ci coupée pour y voir l'intérieur. L'idée étant d'avoir la pomme verte vierge sur une face du disque et celle avec la chaire blanche de l'autre pour y inscrire toute l'information. Mais la loi du copyright impose que chaque face doit être bien identifiée, on a retenu l'idée de base mais avec les écritures sur chaque face. Alan Aldridge (en) a la tâche de finaliser la mise en forme des étiquettes. Des pommes rouges ont aussi été utilisés pour des éditions particulières ; l'édition américaine du disque Let It Be publié conjointement avec la United Artists, par exemple.

## Zapple Records
Zapple est un label éphémère destiné à recevoir les compositions avant-gardistes qui n'a publié que deux albums : Electronic Sound de George Harrison et Unfinished Music No.2: Life with the Lions de John Lennon et Yoko Ono.

## Groupes et artistes
- Badfinger (anciennement The Iveys) - groupe gallois de rock.
- Black Dyke Band (anciennement John Foster & Son Black Dyke Mills Band)- brass band britannique.
- Brute Force (en) - auteur-compositeur-interprète américain.
- Delaney & Bonnie - groupe américain de blues.
- Elephant's Memory (en) - groupe américain de rock.
- Hanson (en) - groupe britannique de rock.
- Chris Hodge (en) - auteur-compositeur-interprète britannique.
- Mary Hopkin - chanteuse et guitariste galloise.
- Hot Chocolate - groupe de soul et funk britannique.
- Jackie Lomax - guitariste et auteur-compositeur-interprète britannique.
- Modern Jazz Quartet - groupe de jazz américain.
- Yoko Ono - artiste, chanteuse et militante pacifiste japonaise.
- David Peel - musicien américain.
- Billy Preston - acteur, chanteur et claviériste américain.
- Radha Krishna Temple (en) - chants religieux indien.
- Ravi Shankar - sitariste et compositeur indien.
- Ronnie Spector - chanteuse américaine et leader du groupe The Ronettes.
- The Sundown Playboys (en) - groupe de musique cadienne américain.
- John Kenneth Tavener - compositeur de musique classique britannique.
- James Taylor - auteur-compositeur-interprète américain.
- Doris Troy - auteure-compositrice-interprète américaine.
- Lon & Derrek Van Eaton - duo de chanteur et multi-instrumentiste américain.